# لیودمیلا دوخونایا
لیودمیلا دوخونایا (ترکی آذربایجانی: Lyudmila Semyonovna Duxovnaya; ۲۳ اکتبر ۱۹۴۴ –) بازیگر آذربایجانی دریافت کننده لقب افتخاری هنرمند خلق آذربایجان است.

## زندگی‌نامه
لیودمیلا دوخونایا ۲۳ اکتبر سال ۱۹۴۴ در باکو چشم به جهان گشود. وی دانش‌آموخته دانشگاه دولتی فرهنگ و هنر آذربایجان در سال ۱۹۶۵ است. از سال ۱۹۶۴ تا به حال در «تئاتر دولتی درام آکادمیک روسی آذربایجان» فعالیت دارد. وی پیش از ۱۲۰ نقش را بازی کرده است.

## جوایز
- هنرمند خلق آذربایجان - ۲۲ مه ۱۹۹۱[۳]
- هنرمند افتخاری جمهوری سوسیالیستی آذربایجان شوروی - ۱۰ ژانویه ۱۹۷۸
- نشان شهرت - ۲۳ اکتبر ۲۰۱۹[۴]
- Figaro Acting Prize — 2016[۱]
- «جایزه بازیگری فیگارو» - ۲۰۱۶[۱]
- «جایزه درویش طلایی» - ۱۹۹۶[۵]
- «جایزه هومای» - ۲۰۰۵